# Conrad Oertli
Conrad Oertli (auch Oertle; * 28. April 1862 in Teufen; † 13. März 1940 in Trogen; heimatberechtigt in Teufen) war ein Schweizer Politiker und Vertreter der Arbeiterbewegung aus dem Kanton Appenzell Ausserrhoden.

## Leben
Conrad Oertli war ein Sohn von Daniel Oertle, Weber und Maria Magdalena Schmidhauser. Im Jahr 1834 heiratete er Johanne Nef, Tochter von Johannes Nef, Landwirt. Eine zweite Ehe ging er 1924 mit Louise Holderegger, Tochter von Johannes Holderegger, Landwirt, ein.
Schon als 11-Jähriger war er in einer Stickereifabrik tätig. Später machte er eine Lehre als Schuhmacher. Auf Wanderschaft durch die Schweiz war er Aktuar diverser Grütlivereine. Er bildete sich mit Vereinshilfe weiter. Von 1887 bis 1898 betrieb er ein Schuhmachergeschäft in Teufen. Ab 1898 bis 1903 arbeitete er als Annoncenchef beim St. Galler Stadt-Anzeiger.
Von 1903 bis 1934 war er als Aktuar der Ausserrhoder Polizeidirektion erster Vertreter der Arbeiterschaft in einem kantonalen Amt. Von 1891 bis 1898 amtierte er als Gemeinderichter in Teufen und ab 1907 bis 1920 in Trogen. Von 1910 bis 1920 war er Präsident des Gemeindegerichts Trogen. Ab 1920 bis 1930 hatte er das Amt des Oberrichters inne.
Er arbeitete als Korrespondent für verschiedene Zeitungen. Von 1891 bis 1895 war er der erste Präsident des Appenzellischen Arbeiterbundes. 1900 war er Mitinitiant und ab 1900 bis 1926 Vizepräsident des Appenzellischen Weberverbands. Ab 1909 präsidierte er die Appenzellische Arbeiterpartei und war deren Geschäftsführer. 1919 war er Mitgründer des kantonalen Gewerkschafts-Kartells. Von 1888 bis 1903 war er Mitglied des Konsumvereins Teufen. Von 1920 bis 1940 stand er dem Konsumverein Trogen-Wald-Speicher als Präsident vor.
Oertli gehörte mit Howard Eugster und Jakob Hertz zu den Hauptexponenten der Arbeiterbewegung in Appenzell Ausserrhoden.